# 蒙古襲来絵詞

文永の役において、矢が飛び交い、てつはうが炸裂する中をモンゴル帝国・高麗王国連合軍へ斬り込んでいく竹崎季長と応戦・逃亡する蒙古兵

蒙古襲来絵詞（もうこしゅうらいえことば）は、筆者不明の全2巻の絵巻物。竹崎季長絵詞、蒙古襲来絵巻ともいう。鎌倉時代後期の作で、肥後国の御家人竹崎季長が元寇における自分の戦いを描かせたものとされている。旧御物で、現在は宮内庁の所蔵となっている。国宝。

## 概要
竹崎家衰退後、大矢野家に伝えられた。季長を中心に元寇での実戦の様子が描かれており、元側の軽装兵や軍船、使用した「てつはう」などが描かれた唯一の画像史料として知られ、歴史の教科書に掲載されることが多い。
ストーリーは、前巻は季長が8名の郎党を率いて文永の役に出陣して戦い、その後、一番駆けの武功に対する恩賞が出ないことを不服として鎌倉へ赴き、安達泰盛と直談判を行って恩賞地と馬を与えられる様子が描かれ、後巻では、海東郷の地頭として出世を果たした季長が弘安の役に出陣して戦う様子が描かれており、末尾には家訓とともに「永仁元年二月」（1293年）の日付が記されている（「永仁」への改元は同年8月）。
なお、絵巻物自体は中世のものと考えられているが、蒙古兵と日本騎馬武者の描写の違いなどから、後世の加筆、改竄、または編纂があったとする説も提唱されている。特に、季長と対峙する3人の蒙古兵（上の画像）は同じ絵巻の他の蒙古兵と装備や絵のタッチが明らかに異なり、またこの部分の紙が上下にずれて貼り合せてあるのに絵はずれておらず、近世に加筆されたと考えられており、九州国立博物館の文化交流展示室ではこの説が紹介されている。一方、後世の加筆や改竄ではなく、季長自身の指示による追加・手直しとの見方もある（大倉隆二『「蒙古襲来絵詞」を読む』）。
肥後細川家の史料を保存する永青文庫には、江戸時代の写本である白描本（墨書き）「蒙古襲来絵詞」と、彩色本（着色本）「蒙古襲来絵詞」が残されており、失われた色や画像が復原される。竹崎季長自身の制作指示による原本（三の丸尚蔵館本）は、劣化もあって長年月を経てバラバラになっていた。細川藩の学者による順序の考察結果により、江戸時代に成巻された。その配列順序（現状）は再検討が可能であり、弘安４年閏７月5日、博多湾合戦の場面では、竹崎季長が乗るように指示されていた船（安達兵船）は到着が遅れ、また船足も遅く、長く続いていた兵船の先頭にはすでに敵船に乗り込む竹崎季長がいて、敵と戦っていたとする配列案が示されている（関連図書：服部英雄『しぐさ・表情 蒙古襲来絵詞復原』）。また閏７月5日の合戦は従来肥前国鷹島（伊万里湾）での海戦とされてきたが、閏７月5日払暁に関東御使との合議があって、5日昼に博多湾岸、筑前国・生の松原を行進して出船、その日の酉の刻（午後６時）に合戦し、明くる６日払暁に博多にて関東御使に報告しているから、博多から遠い鷹島ではなく、博多湾での合戦である。
季長がこの作品を制作した理由としては、自分が恩を受け、霜月騒動によって族滅した安達泰盛・盛宗父子らの鎮魂のためという説、季長の所領となった肥後国海東郷を信仰圏に持つ甲佐神社への奉納のための制作させたという説が従来から出されているが、近年、絵・詞ともに描かれている得宗被官と季長との関係を指摘する説も出されている。

## 史料としての価値
宮本常一は、この絵巻について次の点を指摘する。
- 絵の中に軍船が描かれ、中には武士の他に水夫（櫂を操る者）が乗っている場合と、雑兵が舟を漕いでいる場合があること。
- 日本軍は陣鐘も陣太鼓も用いていない。それに対して蒙古軍はすでに集団戦法が発達していること。
- 日本軍と蒙古軍の弓の違い。
- 蒙古軍は多く投げ槍を使っているが、日本軍はほとんど用いず、長刀を使うのは雑兵に限られる。
- 蒙古軍はこの時、鉄炮（てつはう）を使っている。

## 季長の詞
詞十五「やすもり（泰盛）の御事」　現代語訳（判読不明の箇所を除く）
「およそ皆勤に預かった人は百二十余人であったけれども、直に御下文を賜り、御馬を賜ったのはただ季長一人である。弓箭の面目を施す事である。この後も再び君の御大事あらん時は、一番に先駆けをしなければならない。これを今日の決意とする。」
永仁元年（正応6年）2月9日（1293年3月18日）

解説；従来、「奥書」として理解されていたこの部分は、近年の研究では、後代、季長以外の人物によって作成され、絵詞成立とは直接関係するものではないという説が有力である（服部英雄2022）。

## ギャラリー

前巻1 「文永の役」 詞一〜四、絵一〜七

前巻2 「文永の役」 詞五、絵五〜八

前巻3 「鎌倉」 詞六〜九、絵九,十

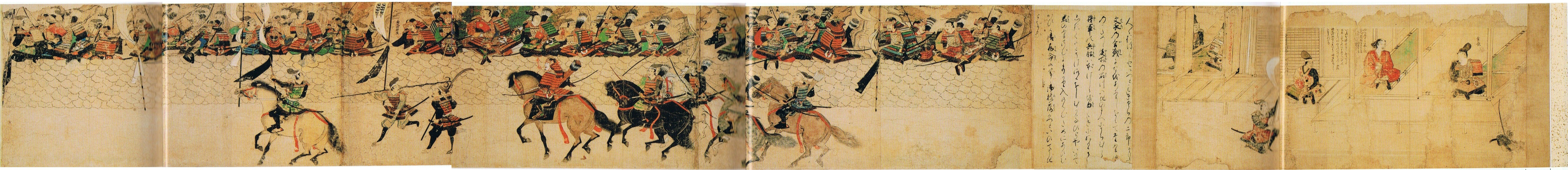
後巻1 「弘安の役」 詞十、絵十一〜十二

後巻2 「弘安の役」 詞十一〜十三、絵十二〜十七

後巻3 「弘安の役」 詞十三〜十六（奥書）、絵十八〜二十一（最後）